# الموند (ویسکانسین)
الموند، ویسکانسین (به انگلیسی: Almond, Wisconsin) یک Village (Wisconsin) و روستا در ایالات متحده آمریکا است که در شهرستان پورتیج واقع شده‌است.

## خصوصیات
الموند ۲٫۶۲ کیلومترمربع مساحت و ۴۴۸ نفر جمعیت دارد و ۳۵۲ متر بالاتر از سطح دریا واقع شده‌است.